# Emma Wade
Emma Wade (* 19. Dezember 1980) ist eine ehemalige belizische Sprinterin.
Sie nahm an den Olympischen Sommerspielen 2000 in Sydney und 2004 in Athen teil sowie bei den Commonwealth Games 2002 in Manchester und den Commonwealth Games 2006 in Melbourne. In den Wettbewerben über 100 m und 200 m schied sie jeweils in den Vorläufen aus. Sie fungierte auch als Fahnenträgerin bei der Eröffnungszeremonie 2000 und den Eröffnungs- und Abschlusszeremonien 2004.